# Should Sailors Marry?
Should Sailors Marry? é um curta-metragem de comédia mudo norte-americano, realizado em 1925, com o ator cômico Oliver Hardy.

## Elenco
- Clyde Cook ... Cyril D'Armond
- Noah Young ... o ex-marido
- Fay Holderness ... Verbena Singlefoot (a nova mulher)
- Martha Sleeper ... Smyrna
- Oliver Hardy ... Doutor
- Sammy Brooks
- William Gillespie
- Helen Gilmore